# Medalla del Cercle d'Escriptors Cinematogràfics a la millor actriu
La Medalla del Cercle d'Escriptors Cinematogràfics a la millor actriu és un guardó cinematogràfic espanyol que ve concedint des de 1946 el Cercle d'Escriptors Cinematogràfics (CEC) a la qual considera millor actriu de l'any per un o diversos papers protagonistes en pel·lícules espanyoles. El primer premi va ser lliurat el 7 de juliol de 1946 al Cine Gran Vía de Madrid. El trofeu és una senzilla medalla de bronze dissenyada per José González de Ubieta que no va acompanyada de dotació econòmica. És un dels premis del seu tipus més antics d'Espanya, si bé va travessar una crisi durant la dècada de 1980 que va fer que no es concedís durant cinc anys consecutius.
El seu nom ha canviat lleument amb el temps, encara que es tracta del mateix premi. Des de la seva creació fins a 1963 es va denominar Medalla a la millor actriu principal, però en l'edició de 1964 va ser dita Medalla a la millor interpretació femenina. En 1965 va adquirir per primera vegada el seu actual nom, però entre 1975 i 1978 es va denominar Medalla a la millor actriu protagonista. En 1979 es va tornar a la denominació actual. L'actriu que ha guanyat més vegades el premi és Emma Penella, qui va ser guardonada cinc vegades al llarg de cinc dècades.
A continuació s'ofereixen diverses taules que contenen un llistat de les artistes guanyadores. En la casella de l'esquerra s'indica l'any en què va ser concedit el premi, que sol ser el següent a aquell en el qual es van estrenar els films. Després s'indica el nom de l'actriu guardonada. Va haver-hi cinc anys en què el CEC no va concedir premis, i així s'indica en aquesta casella. Es tracta de 1986 a 1990, quan va semblar que l'esdeveniment anava a desaparèixer definitivament. En 1991 si va haver-hi lliurament de medalles, però no es va lliurar la d'aquesta categoria. En 1981, el premi va ser declarat desert. En la tercera casella s'informa del títol de la pel·lícula o pel·lícules interpretades per la guanyadora, si bé en 1973 va ser atorgat pel conjunt de la labor de l'actriu. Finalment, i quan es disposa de la informació, s'indiquen en la quarta casella els noms de les nominades al premi o finalistes.

## Anys 1940

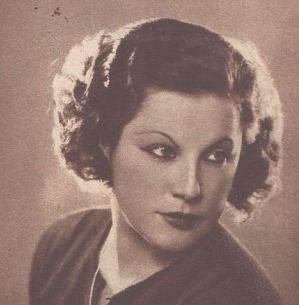
Mary Delgado va ser la primera premiada junt amb Ana Mariscal.

| Any  | Guanyadora                | Treball                                             | Notes       |
| ---- | ------------------------- | --------------------------------------------------- | ----------- |
| 1946 | Mary Delgado Ana Mariscal | El fantasma y Doña Juanita Una sombra en la ventana | [ 2 ]       |
| 1947 | Mary Delgado              | El crimen de la calle de Bordadores                 | [ 3 ]       |
| 1948 | Amparo Rivelles           | La fe Fuenteovejuna                                 | [ 4 ] [ 5 ] |
| 1949 | Aurora Bautista           | Locura de amor                                      | [ 6 ]       |

## Anys 1950

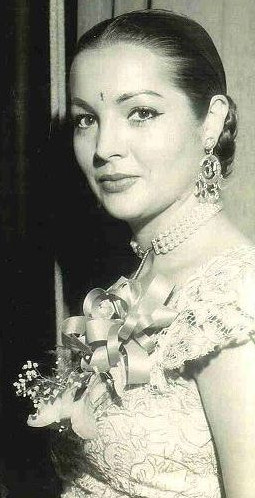
Sara Montiel va guanyar dues medalles consecutives en el cim de la seva carrera.

| Any  | Guanyadora         | Treball                    | Notes            |
| ---- | ------------------ | -------------------------- | ---------------- |
| 1950 | Ana Mariscal       | Un hombre va por el camino | [ 7 ]            |
| 1951 | Ana Mariscal       | De mujer a mujer           | [ 8 ]            |
| 1952 | Maruchi Fresno     | Catalina de Inglaterra     | [ 9 ] [ nota 1 ] |
| 1953 | María Jesús Valdés | La laguna negra            | [ 11 ]           |
| 1954 | Marisa de Leza     | Fuego en la sangre         | [ 12 ]           |
| 1955 | Silvia Morgan      | ¿Crimen imposible?         | [ 13 ]           |
| 1956 | Carmen Sevilla     | La fierecilla domada       | [ 14 ]           |
| 1957 | Emma Penella       | Fedra                      | [ 15 ]           |
| 1958 | Sara Montiel       | El último cuplé            | [ 16 ]           |
| 1959 | Sara Montiel       | La violetera               | [ 17 ]           |

## Anys 1960

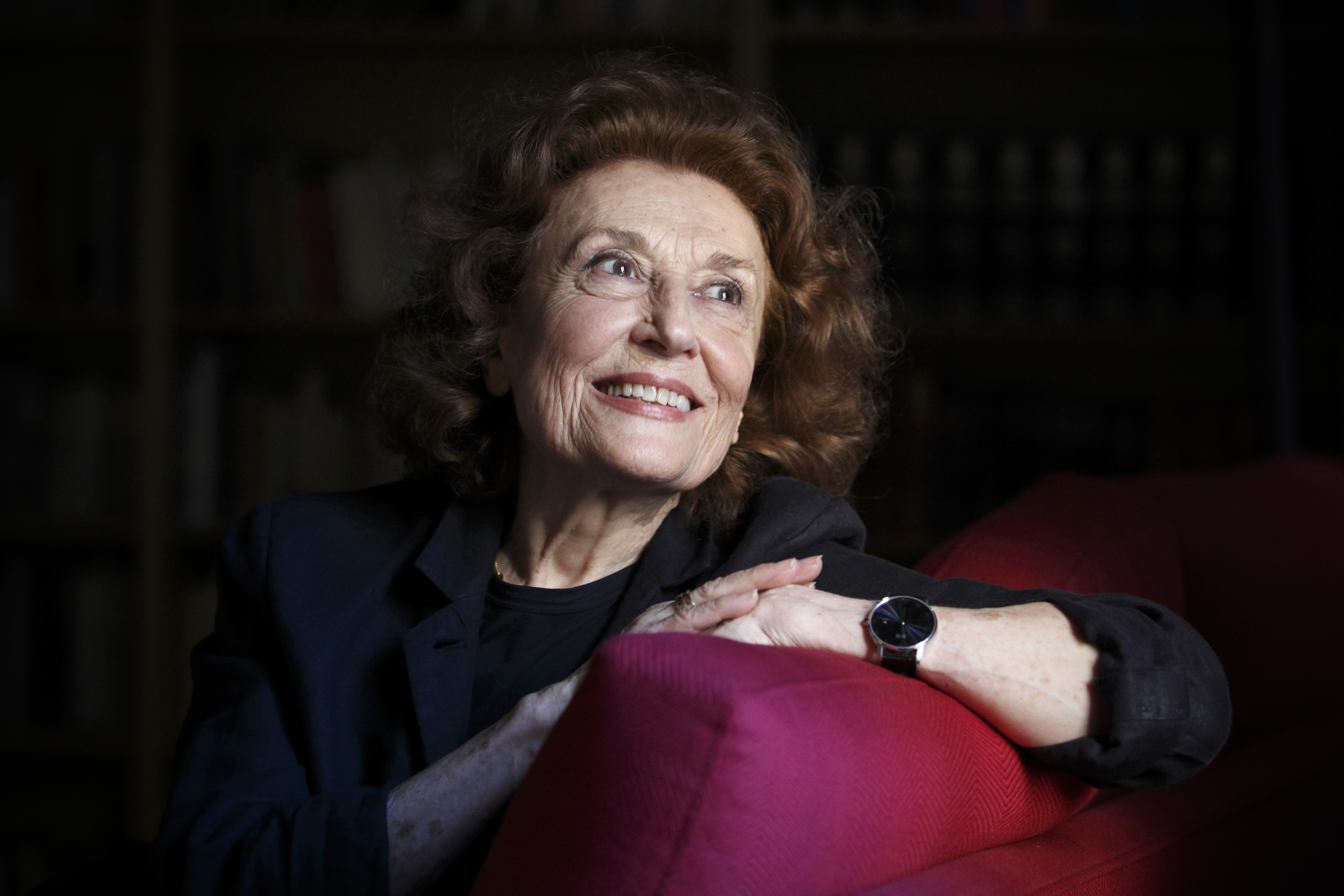
Julia Gutiérrez Caba —aquí en imatge de 2011— fou guardonada en 1964 per Nunca pasa nada.

| Any  | Guanyadora           | Treball                                     | Notes             |
| ---- | -------------------- | ------------------------------------------- | ----------------- |
| 1960 | Mary Carrillo        | El pisito                                   | [ 18 ] [ nota 2 ] |
| 1961 | María Mahor          | Melocotón en almíbar El príncipe encadenado | [ 20 ]            |
| 1962 | Emma Penella         | Sentencia contra una mujer                  | [ 21 ]            |
| 1963 | Amparo Soler Leal    | La gran familia                             | [ 22 ]            |
| 1964 | Julia Gutiérrez Caba | Nunca pasa nada                             | [ 23 ]            |
| 1965 | María José Alfonso   | La niña de luto                             | [ 24 ]            |
| 1966 | Sonia Bruno          | El juego de la oca                          | [ 25 ]            |
| 1967 | Emma Penella         | La busca                                    | [ 26 ]            |
| 1968 | Sonia Bruno          | Oscuros sueños de agosto                    | [ 27 ]            |
| 1969 | Marta May            | La piel quemada                             | [ 28 ]            |

## Anys 1970
| Any  | Guanyadora       | Treball                          | Notes  |
| ---- | ---------------- | -------------------------------- | ------ |
| 1970 | Emma Penella     | Fortunata y Jacinta              | [ 29 ] |
| 1971 | Carmen Sevilla   | El techo de cristal              | [ 30 ] |
| 1972 | Laura Valenzuela | Españolas en París               | [ 31 ] |
| 1973 | Analía Gadé      | La seva tasca en conjunt         | [ 32 ] |
| 1974 | Emma Cohen       | Al otro lado del espejo          | [ 33 ] |
| 1975 | Concha Velasco   | Tormento                         | [ 34 ] |
| 1976 | Lola Gaos        | Furtivos                         | [ 35 ] |
| 1977 | Mònica Randall   | Retrato de familia               | [ 36 ] |
| 1978 | Esperanza Roy    | Carne apaleada                   | [ 37 ] |
| 1979 | Marilina Ross    | Al servicio de la mujer española | [ 38 ] |

## Anys 1980

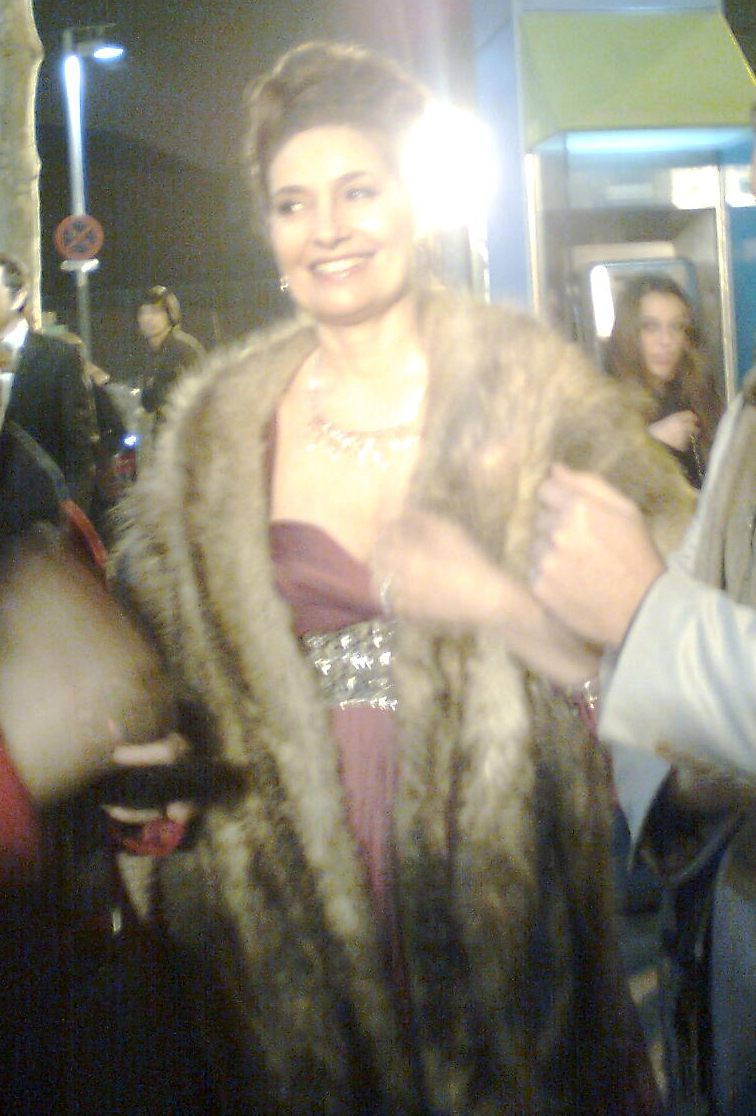
Assumpta Serna va guanyar la medalla en 1982 pel seu treball a Vecinos.

| Any  | Guanyadora           | Treball                                | Notes  |
| ---- | -------------------- | -------------------------------------- | ------ |
| 1980 | Rafaela Aparicio     | Mamá cumple cien años                  | [ 39 ] |
| 1981 | Desert               |                                        | [ 40 ] |
| 1982 | Assumpta Serna       | Vecinos                                | [ 41 ] |
| 1983 | Encarna Paso         | Volver a empezar Demonios en el jardín | [ 42 ] |
| 1984 | Amparo Soler Leal    | Bearn o la sala de las muñecas         | [ 43 ] |
| 1985 | No es va concedir    |                                        | [ 44 ] |
| 1986 | No hi hagué certamen |                                        | [ 45 ] |
| 1987 | No hi hagué certamen |                                        | [ 46 ] |
| 1988 | No hi hagué certamen |                                        | [ 47 ] |
| 1989 | No hi hagué certamen |                                        | [ 48 ] |

## Anys 1990

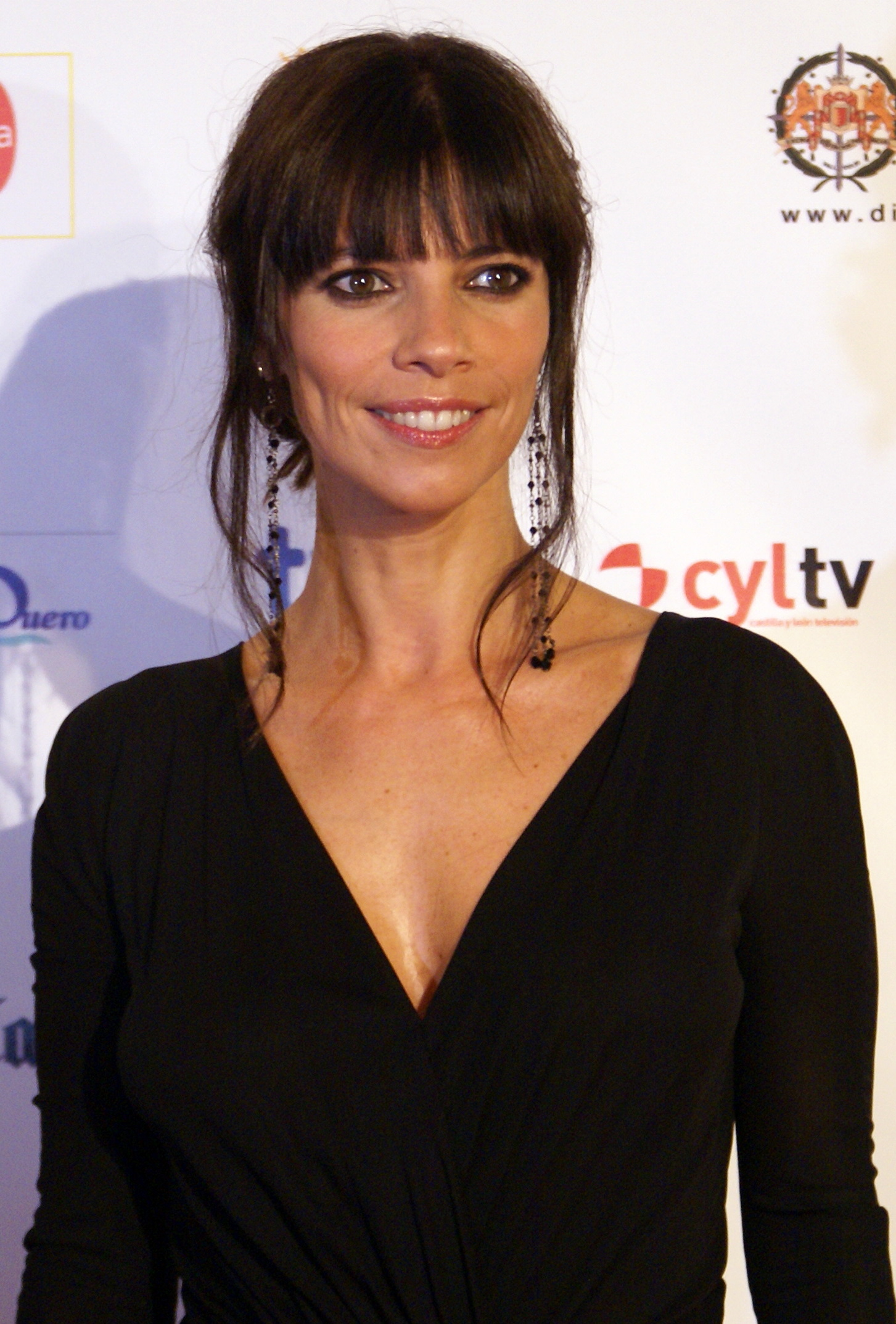
Maribel Verdú fou premiada per primer cop per La buena estrella.

| Any  | Guanyadora              | Treball                | Notes  |
| ---- | ----------------------- | ---------------------- | ------ |
| 1990 | No hi hagué certamen    |                        | [ 49 ] |
| 1991 | Sílvia Munt             | Alas de mariposa       | [ 50 ] |
| 1992 | Carmen Maura            | ¡Ay, Carmela!          | [ 51 ] |
| 1993 | Emma Suárez             | Orquesta Club Virginia | [ 52 ] |
| 1994 | Aitana Sánchez-Gijón    | Havanera 1820          | [ 53 ] |
| 1995 | Fiorella Faltoyano      | Canción de cuna        | [ 54 ] |
| 1996 | Emma Penella            | Mar de luna            | [ 55 ] |
| 1997 | Concha Velasco          | Más allá del jardín    | [ 56 ] |
| 1998 | Maribel Verdú           | La buena estrella      | [ 57 ] |
| 1999 | Cayetana Guillén Cuervo | El abuelo              | [ 58 ] |

## Anys 2000

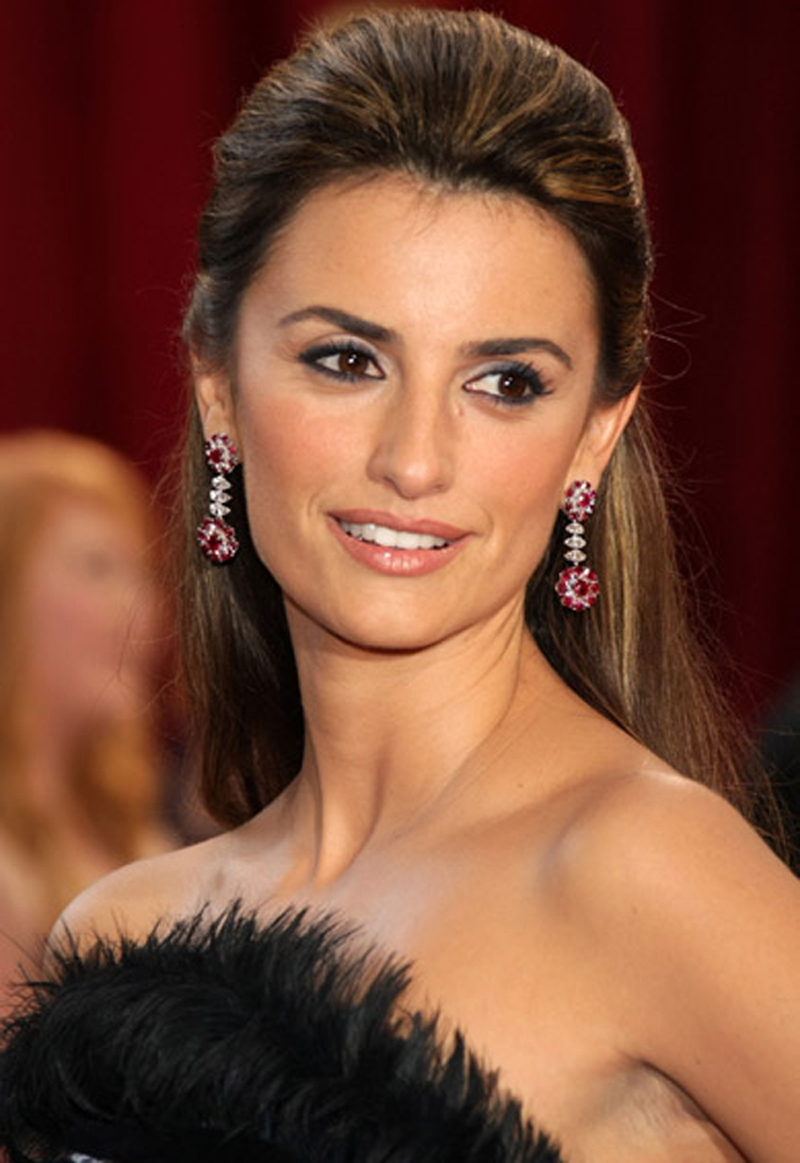
Penélope Cruz i Volver van obtenir sengles premis en 2007.

| Any  | Guanyadora           | Treball                       | Finalistes                                        | Notes         |
| ---- | -------------------- | ----------------------------- | ------------------------------------------------- | ------------- |
| 2000 | María Galiana        | Solas                         |                                                   | [ 59 ]        |
| 2001 | Carmen Maura         | La comunidad                  |                                                   | [ 60 ]        |
| 2002 | Pilar López de Ayala | Juana la Loca                 |                                                   | [ 61 ]        |
| 2003 | Mercedes Sampietro   | Lugares comunes               |                                                   | [ 62 ]        |
| 2004 | Laia Marull          | Te doy mis ojos               | Adriana Ozores Isabel Ordaz Candela Peña          | [ 63 ] [ 64 ] |
| 2005 | Adriana Ozores       | Héctor                        | Marta Belaustegui Baltés Emma Suárez Pilar Bardem | [ 65 ]        |
| 2006 | Candela Peña         | Princesas                     | Adriana Ozores Sarah Polley China Zorrilla        | [ 66 ]        |
| 2007 | Penélope Cruz        | Volver                        | Maribel Verdú Marta Etura Verónica Sánchez        | [ 67 ]        |
| 2008 | Maribel Verdú        | Siete mesas de billar francés | Belén Rueda Blanca Portillo Najwa Nimri           | [ 68 ]        |
| 2009 | Ariadna Gil          | Solo quiero caminar           | Maribel Verdú Verónica Echegui Bárbara Goenaga    | [ 69 ]        |

## Anys 2010

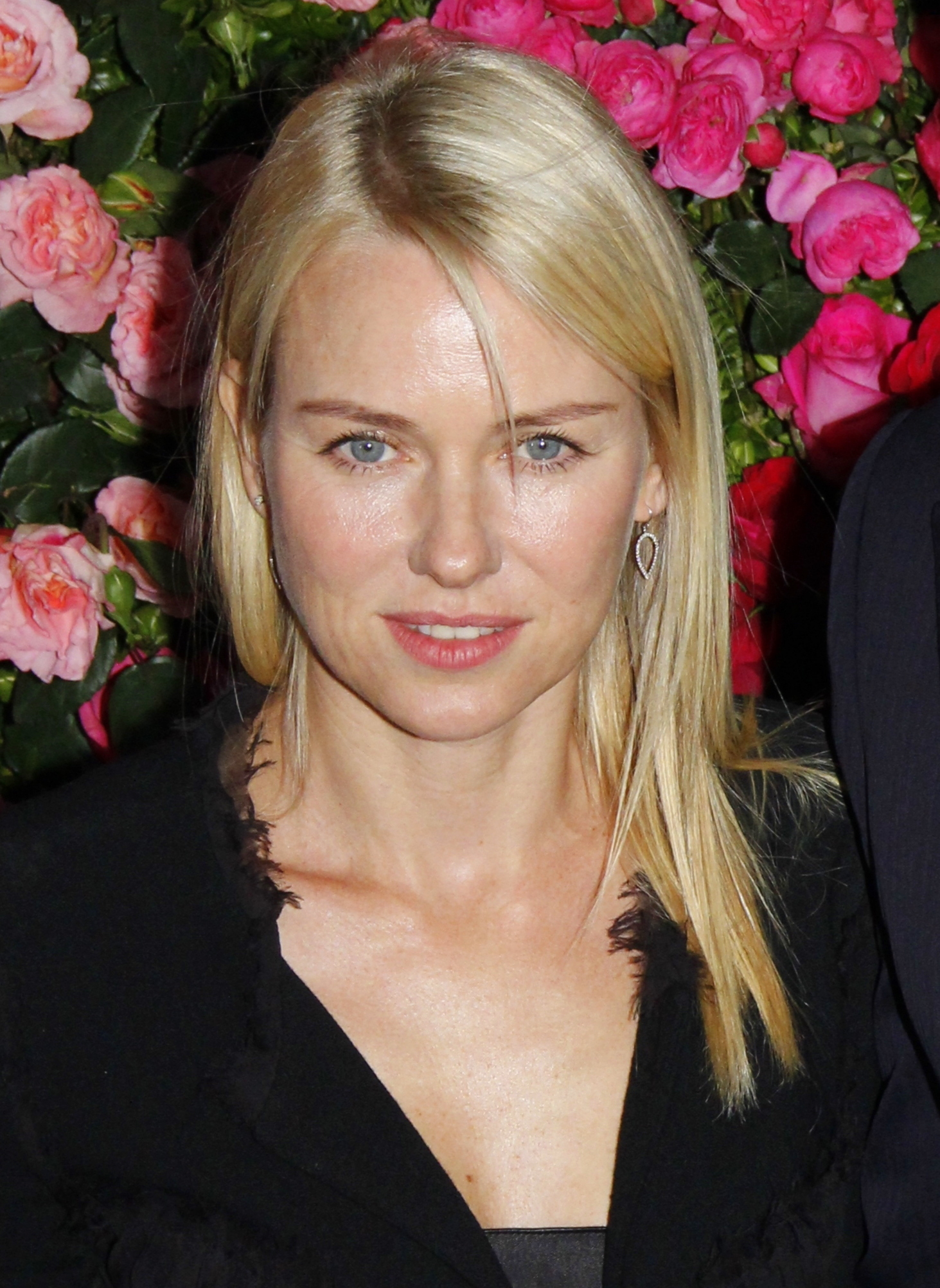
Naomi Watts va ser la primera actriu no hispana que va aconseguir el guardó.

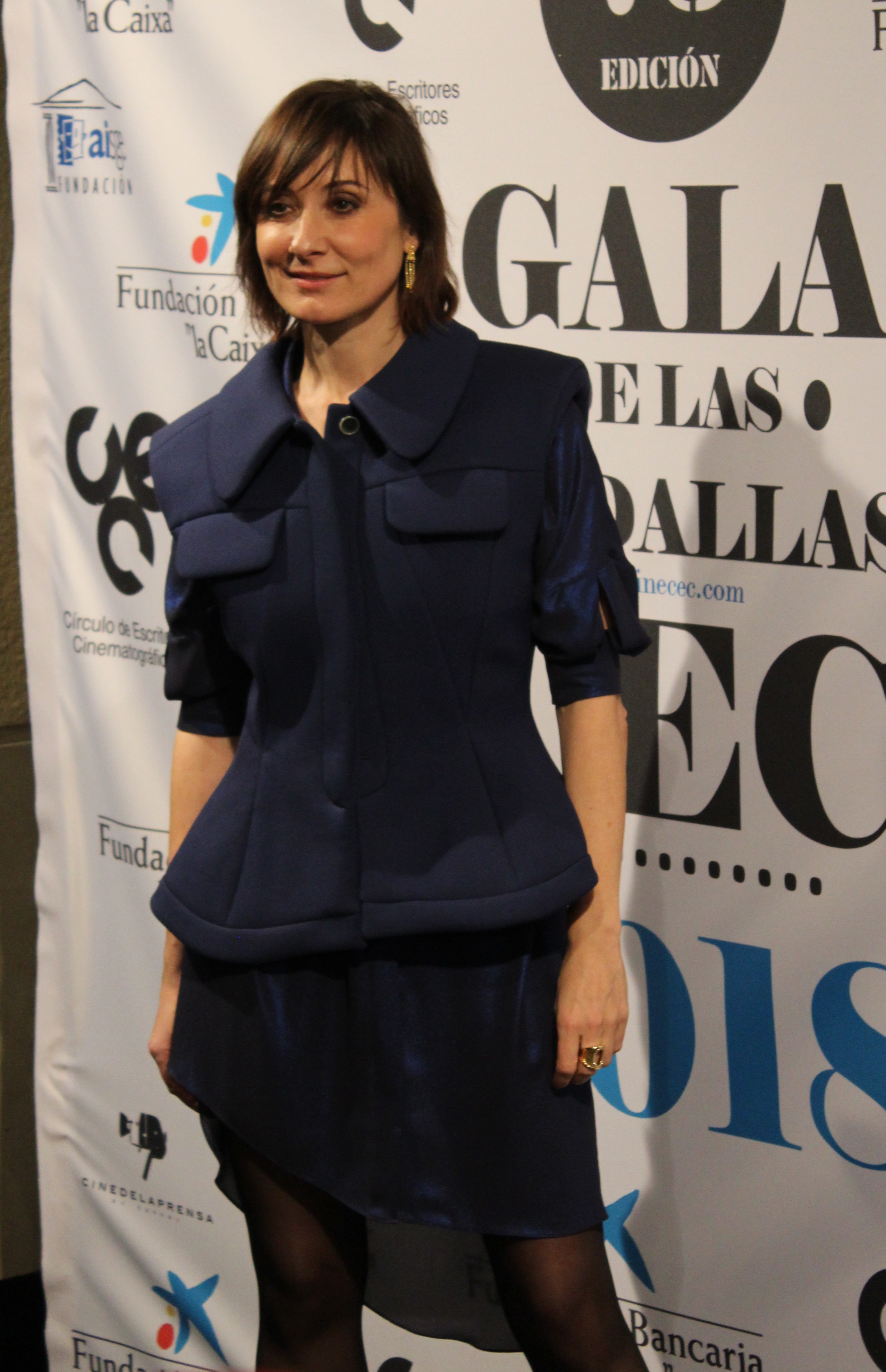
Nathalie Poza va guanyar la medalla en 2017.

| Any  | Guanyadora        | Treball                      | Finalistes                                               | Notes         |
| ---- | ----------------- | ---------------------------- | -------------------------------------------------------- | ------------- |
| 2010 | Soledad Villamil  | El secreto de sus ojos       | Lola Dueñas Penélope Cruz Maribel Verdú                  | [ 70 ]        |
| 2011 | Petra Martínez    | Nacidas para sufrir          | Belén Rueda Magaly Solier Leonor Watling                 | [ 71 ]        |
| 2012 | Michelle Jenner   | No tengas miedo              | Elena Anaya Marta Etura Inma Cuesta                      | [ 72 ]        |
| 2013 | Naomi Watts       | Lo imposible                 | Maribel Verdú Aida Folch Verónica Echegui                | [ 73 ] [ 74 ] |
| 2014 | Aura Garrido      | Stockholm                    | Marian Álvarez Nora Navas Inma Cuesta Belén Rueda        | [ 75 ] [ 76 ] |
| 2015 | Bárbara Lennie    | Magical Girl                 | María León Macarena Gómez Elena Anaya                    | [ 77 ] [ 78 ] |
| 2016 | Natalia de Molina | Techo y comida               | Inma Cuesta Penélope Cruz Nora Navas                     | [ 79 ] [ 80 ] |
| 2017 | Emma Suárez       | Julieta                      | Bárbara Lennie Carmen Machi Adriana Ugarte Maribel Verdú | [ 81 ] [ 82 ] |
| 2018 | Nathalie Poza     | No sé decir adiós            | Maribel Verdú Marian Álvarez Emily Mortimer              | [ 83 ] [ 84 ] |
| 2019 | Lola Dueñas       | Viaje al cuarto de una madre | Penélope Cruz Bárbara Lennie Najwa Nimri                 | [ 85 ] [ 86 ] |

## Anys 2020
| Any  | Guanyadora      | Treball         | Finalistes                                                   | Notes         |
| ---- | --------------- | --------------- | ------------------------------------------------------------ | ------------- |
| 2020 | Marta Nieto     | Madre           | Greta Fernández Belén Cuesta Pilar Castro                    | [ 87 ] [ 88 ] |
| 2021 | Candela Peña    | La boda de Rosa | Kiti Mánver Patricia López Arnaiz Emma Suárez Adriana Ozores | [ 89 ] [ 90 ] |
| 2022 | Blanca Portillo | Maixabel        | Petra Martínez Clara Rugaard Penélope Cruz                   | [ 91 ] [ 92 ] |
| 2023 | Marina Foïs     | As bestas       | Laia Costa Anna Castillo Bárbara Lennie                      | [ 93 ]        |